# Stor-Brå
Stor-Brå är en sjö i Oskarshamns kommun i Småland och ingår i Viråns huvudavrinningsområde. Sjön är 13,5 meter djup, har en yta på 2,22 kvadratkilometer och befinner sig 65,4 meter över havet. Sjön avvattnas av vattendraget Virån (Färgsjöån).

## Delavrinningsområde
Stor-Brå ingår i det delavrinningsområde (635616-152081) som SMHI kallar för Mynnar i Storbrå. Ytan är 12,91 kvadratkilometer. Räknas de 2 avrinningsområdena uppströms in är ytan 65,54 kvadratkilometer. Virån som avvattnar avrinningsområdet har biflödesordning 2, vilket innebär att vattnet flödar genom totalt 2 vattendrag innan det når havet. Avrinningsområdet består mestadels av skog (72 %) och jordbruk (11 %). Avrinningsområdet har 2,22 kvadratkilometer vattenytor vilket ger det en sjöprocent på 17,2 %.